# Melomys spechti
Melomys spechti is een fossiel knaagdier uit het geslacht Melomys dat gevonden is op het Papoea-Nieuw-Guinese eiland Buka. De oudste fossielen van deze soort komen uit het Laat-Pleistoceen (zo'n 20.000 jaar geleden); het dier is waarschijnlijk tussen 4510 v.Chr. en 90 n.Chr. uitgestorven. Van dit dier zijn in totaal 31 kaakfragmenten bekend. Het dier is genoemd naar Dr. Jim Specht, die veel werk heeft gedaan met betrekking tot de prehistorie van Buka.
De drie kiezen zijn samen 8,1 tot 9,4 millimeter lang. De eerste bovenkies is 3,3 tot 3,9 bij 2,2 tot 2,8 millimeter groot. Het diasteem (het gat tussen de hoektanden en de kiezen) is 4,2 tot 6,2 millimeter lang. Hiermee is M. spechti de grootste beschreven soort van Melomys. Morfologisch verschilt dit dier niet van M. bougainville, die nog steeds op Buka en het nabijgelegen eiland Bougainville voorkomt, maar de kiezen zijn veel groter, massiever en (ook relatief) breder.
Bramble Cay-mozaïekstaartrat (Melomys rubicola) · 
Melomys aerosus · Melomys arcium · Melomys bannisteri · Melomys bougainville · Melomys burtoni · Melomys capensis · Melomys caurinus · Melomys cervinipes · Melomys cooperae · Melomys dollmani · Melomys fraterculus · Melomys frigicola · Melomys fulgens · Melomys howi · Melomys leucogaster · Melomys lutillus · Melomys matambuai · Melomys obiensis · Melomys paveli · Melomys rufescens · Melomys spechti · Melomys talaudium